# مدار ۴۴ درجه جنوبی
مدار ۴۴ درجه جنوبی، دایره‌ای از عرض جغرافیایی است که در ۴۴ درجهٔ جنوبی خط استوا  قرار دارد.

## گذر از مناطق
از نصف‌النهار مبدأ شروع می‌شود و به سمت مشرق ۴۴ درجه جنوبی از موارد زیر گذر می‌کند:
| مختصات‌ها                                             | کشور، قلمرو یا دریا | توضیحات               |
| ---------------------------------------------------- | ------------------- | --------------------- |
| ۴۴°۰′ جنوبی ۰°۰′ شرقی / ۴۴٫۰۰۰°جنوبی ۰٫۰۰۰°شرقی      | اقیانوس اطلس        |                       |
| ۴۴°۰′ جنوبی ۲۰°۰′ شرقی / ۴۴٫۰۰۰°جنوبی ۲۰٫۰۰۰°شرقی    | اقیانوس هند         |                       |
| ۴۴°۰′ جنوبی ۱۴۷°۰′ شرقی / ۴۴٫۰۰۰°جنوبی ۱۴۷٫۰۰۰°شرقی  | اقیانوس آرام        | دریای تاسمان          |
| ۴۴°۰′ جنوبی ۱۶۸°۳۰′ شرقی / ۴۴٫۰۰۰°جنوبی ۱۶۸٫۵۰۰°شرقی | نیوزیلند            | جزیره جنوبی           |
| ۴۴°۰′ جنوبی ۱۷۱°۵۶′ شرقی / ۴۴٫۰۰۰°جنوبی ۱۷۱٫۹۳۳°شرقی | اقیانوس آرام        |                       |
| ۴۴°۰′ جنوبی ۱۷۶°۳۹′ غربی / ۴۴٫۰۰۰°جنوبی ۱۷۶٫۶۵۰°غربی | نیوزیلند            | Chatham Island        |
| ۴۴°۰′ جنوبی ۱۷۶°۲۴′ غربی / ۴۴٫۰۰۰°جنوبی ۱۷۶٫۴۰۰°غربی | اقیانوس آرام        |                       |
| ۴۴°۰′ جنوبی ۷۴°۱۵′ غربی / ۴۴٫۰۰۰°جنوبی ۷۴٫۲۵۰°غربی   | شیلی                | Guaitecas Archipelago |
| ۴۴°۰′ جنوبی ۷۳°۳۶′ غربی / ۴۴٫۰۰۰°جنوبی ۷۳٫۶۰۰°غربی   | Gulf of Corcovado   |                       |
| ۴۴°۰′ جنوبی ۷۳°۱۶′ غربی / ۴۴٫۰۰۰°جنوبی ۷۳٫۲۶۷°غربی   | شیلی                |                       |
| ۴۴°۰′ جنوبی ۷۱°۴۴′ غربی / ۴۴٫۰۰۰°جنوبی ۷۱٫۷۳۳°غربی   | آرژانتین            |                       |
| ۴۴°۰′ جنوبی ۶۵°۱۵′ غربی / ۴۴٫۰۰۰°جنوبی ۶۵٫۲۵۰°غربی   | اقیانوس اطلس        |                       |